# Trypogeus fuscus
Trypogeus fuscus là một loài bọ cánh cứng trong họ Cerambycidae.